# Soul Eater
Soul Eater (яп. ソウルイーター, соуру і:та:, укр. Пожирач душ) — японська манґа, що написана та ілюстрована манґакою Окубо Ацуші. Основний сюжет відбувається в Академії Смертельних Зброй та Майстрів, де історія обертається навколо трьох команд, кожна з яких має майстра зброї та, як мінімум, однієї зброї, що може трансформуватися в гуманоїда. Намагаючись утворити «косу смерті», яка може бути придатною для використання директором академії Шініґамі, який є образом смерті, вони має зібрати 99 душ злих людей і одну душу відьми (точно у цьому порядку); за будь-якої помилки, вони повинні почати збір усіх душ заново.
Манґу видає компанія Square Enix, вона вперше вийшла як три окремих ван-шоти, що видалися у двох спеціальних виданнях журналу Gangan Powered і в одному виданні журналу Gangan Wing у 2003 році. Манґа регулярно виходила у виданнях манґа-журналу Monthly Shōnen Gangan видавництва Square Enix з 12 травня 2004 по 12 серпня 2013. Ліцензію на розповсюдження манґи у Північній Америці отримала компанія Yen Press. Перекладена англійською мовою версія «Пожирача душ» виходить у манґа-журналі Yen Plus, починаючи з липня 2008 року, а перший том манґи був виданий у жовтні 2009-го. Спін-оф, сюжет якого відбувається паралельно історії головної серії, названий як Soul Eater Not!, почав виходити у Monthly Shōnen Gangan з 12 січня 2011 року.
DVD-диск із відео вийшов 31 серпня 2005 року у наборі з артбуком. Аніме-адаптація, яку випустила компанією Bones, транслювалася на каналі TV Tokyo у Японії з квітня 2008 по березень 2009 року; дозвіл на показ серій аніме у Північній Америці отримала компанія Funimation. Відеогра компанії Square Enix «Soul Eater: Monotone Princess» (укр. Пожирач душ: Принцеса Монотонності) для Wii вийшла у вересні 2008 року, ще одна гра для Nintendo DS «Soul Eater: Plot of Medusa» (укр. Пожирач душ: Історія Медузи) вийшла у жовтні 2008-го. Також вийшла відеогра «Soul Eater: Battle Resonance» (укр. Пожирач душ: Бойовий резонанс) у січні 2009 року для PlayStation 2 і PlayStation Portable.

## Сюжет
Більша частина історії Пожирача душ ведеться навколо Академії Смертельних Зброй та Майстрів (яп. 死神武器職人専門学校, Shinigami Buki Shokunin Senmon Gakkō) — Академія (яп. 死武専, Shibusen), що розташована у вигаданому Місті Смерті, США, штат Невада. Керує академією Шініґамі, також знаний як Смерть. Академія — навчальний заклад для людей, що можуть перетворюватися на зброю, і для володарів зброї, їх звуть майстрами (яп. 職人, shokunin). Головними героями манґи є: майстер Мака Албарн і її партнер-коса Соул Ітер; вбивця Блек Стар і його партнер Цубакі Накацукаса, яка може перетворюватися на велику кількість різної зброї, як-от: кусарігама, сюрикен і ніндзято; і син Шінігамі Смерть Молодший і його партнерки-пістолети Ліз і Патті Томпсони. Шкільне завдання усіх учнів-майстрів — разом із зброями перемогти і поглинути 99 душ злих людей і одну душу відьми, які наочно збільшать силу зброї і перетворять її на «косу смерті», такими зброями може користуватися сам Шінігамі.
Незадовго після початку «Пожирача душ», Мака і Соул Ітер міряються силами проти відьми Медузи, за яку б'ється її дитина Крона, майстер демонічного меча Рагнарока, який збирає душі не злих людей, що означає початок перетворення душі зброї на кішіна (яп. 鬼神), бога зла. Медуза і її спільники атакують Академію з наміром відродити Ашуру, першого кішіна, який занурював увесь світ у безумство перед його запечатуванням Шінігамі у Академії. Попри спільні зусилля Маки, Блек Стара і Смерті Молодшого, група Медузи успішно відроджує Ашуру, який тікає задля поширення хаосу в усьому світі після невеликої битви із Шінігамі. Усе ж, Медузу убив майстер і вчитель Академії Франкен Штейн під час битви у Академії, а Крона здається Академії і стає її студентом і другом Маки.
Як результат поширення безумства Ашурою, старша сестра Медузи Арахна прокидається від сну тривалістю 800 років. Арахна реформує її організацію Арахнофобія, що показує себе як велику загрозу для Академії. Шінігамі викликає усіх кіс смерті зі всього світу для допомоги у битві проти Арахнофобії. Протягом цього часу, душа Медузи відроджується у тілі маленької дівчинки, і вона укладає договір із Академією, щоб суспільними силами знищити загрозу з боку Арахнофобії. Студенти Академії і група Медузи проникають у штаб-квартиру Арахнофобії, де Мака перемагає Арахну. Медуза ж зраджує Академію, заволодівши тілом Арахни, і промиває мізки Крони, щоб вони знову об'єдналися. Тим часом, Молодшого захоплює Ноа, штучне створіння, утворене Змістом Книги Ейбона. Після цього, Маці нарешті вдається перетворити Соул Ітера на косу смерті, і дует стає частиною новоствореної групи майстрів Спарти разом зі своїми друзями, яка організувала операцію по визволенню Молодшого і перемогла Ноа (Гріда), але, все-таки новий Ноа (Врат) був створений прихованою силою Книги Ейбона, завдяки її змісту.
Доки Академія розшукує місцезнаходження Ашури, Крона вкриває куполом місто у Росії, ввівши його і косу смерті, що там проживала, у безумство. Повністю керуючись безумством, Крона була змушена вбити рідну матір. Маці був цей наказ від Шінігамі спіймати Крону, і, під час її пошуків власними здібностями, вона випадково дізнається про розташування Ашури на Місяці. Академія починає атаку на Місяці щоб перемогти Ашуру, проте їх утримують армія Клоунів. Усе ж, Маці і іншим вдається взяти верх над Клоунами за допомогою відьом, з якими Смерть Молодший успішно уклав договір про утворення тимчасового альянсу між ними. Ситуація стає хаотичнішою з втручанням Крони, що поглинає тіло Ашури, але він поглинув її тіло першим. В кінці, Мака, Молодший і Блек Стар, разом із їхніми зброями, перемагають Ашуру у вирішальній битві на Місяці і повертаються на Землю. Смерть Молодший посідає місце свого покійного батька і стає новим Шінігамі, уклавши мирну угоду із відьмами.

### Відмінності від аніме-адаптації
Сюжет аніме повністю однаковий із сюжетом манґи до першої великої битви Академії з Арахнофобією, і з цієї точки сюжет аніме відхиляється від сюжету манґи. Після надання інформації Академії про Арахнофобію, Медуза бере перевагу над Штейном, посилюючи його безумство, щоб він перейшов на її бік. Крона покидає Академію із вчителькою і косою смерті Марією Мйольнір, і їм вдається повернути Штейна після того, як Мака перемагає Медузу. Тим часом, Арахна знаходить Ашуру і утворює союз із ним, маючи намір поширювати його безумство в усьому світі. Шінігамі і Ашура продовжують їхню битву в наступному протистоянні Академії із Арахнофобією, яка закінчується перемогою Ашури над Шінігамі, поверненням до Арахни і поїданням її душі. Мака завдає поразку Ашурі у фінальній битві, а Шінігамі відновлюється після всіх пошкоджень, і світ повертається у норму.

### Soul Eater Not!
Soul Eater Not! (яп. ソウルイーターノット!, соуру і: та: нот: о, укр. Пожирач душ NOT!) це побічна історія від основного сюжету, зосередивши увагу на новачці-алебарді, яку звуть Цугумі Харудорі, яка дружить з двома іншими майстрами, Меме Татане і Анею Хепберн. Усі троє стають учнями Академії класу NOT (Normally Overcome Target (укр. Цілі Стандартного Навчання)) і навчаються контролювати свої сили з метою подолати свої труднощі для нормального життя, що є протилежністю учням бойового класу EAT (Especially Advanced Talent (укр. Особливо Прогресивні Таланти)), клас, у якому навчаються Мака, Соул та інші. Молодша сестра Медузи та Арахни Шаула висвітлюється у цій історії як антагоніст. Події Soul Eater Not! відбуваються далеко до початку подій сюжету основної серії — наприклад, Сід Баретт, якого вбили і відродили як зомбі, раніше, у Soul Eater, тепер досі живий; Медуза досі працює під прикриттям у Академії як медсестра; майстер Кім Діель і її партнер-зброя Жаклін Ліхтар Дюпре ще незнайомі і ворогують; Ліз і Патті нещодавно були взяті під крило Смерті Молодшого.

## Розробка
Після закінчення своєї першої манґи B.Ichi, Ацуші Окубо створив історію-ваншот, яку він назвав як «Soul Eater». Ваншот був опублікований у журналі Gangan Powered. Японські читачі були зачаровані ним, і Окубо написав два інших ваншоти, які він назвав як «Black Star» та «Death the Kid». Результат вийшов неочікуваним: редактор журналу Gangan Comics попросив Окубо написати цілу серію з героями його ваншотів, які стали вступними главами до манґи Soul Eater.[джерело?]

## Медіа

### Манґа
Soul Eater стала серією манґ, яка написана та ілюстрована манґакою Ацуші Окубо. Спочатку манґа бере початок як три окремих ван-шоти, що були видані частинами від 24 червня 2003 до 26 листопада 2003 року у двох журналах манґи, опублікованих видавництвом Square Enix: перший ван-шот видано літом 2003 у спеціальному виданні журналу Gangan Powered,, другий — осінню 2003 року у спеціальному виданні цього самого журналу і, нарешті, третій — у журналі Gangan Wing.[джерело?] Регулярний випуск манґи розпочався у журналі манґ Monthly Shōnen Gangan видавництва Square Enix з червня 2004 року (оголошено випуск 12 травня 2004 року) і аж до вересня 2013 року, що було оголошено 12 серпня 2013. Перший том-танкобон вийшов Square Enix під імпринтом Gangan Comics 22 червня 2004 року у Японії, і станом на 22 червня 2013 року, вийшло ще 24 томи; усього налічувалося 25 томів. Ліцензію на розповсюдження манґи англійською мовою у Північній Америці отримало видавництво Yen Press. Манґа спочатку виходила у журналі-антології Yen Press, Yen Plus, перший випуск якого вийшов у продаж 29 липня 2008 року. Перший англомовний том манґи вийшов 27 жовтня 2009 року.

### Музика
01: Опенінг (T.M Revolution — «Resonance»)
02: Ендінг з 1 по 13 серію (Stance Punks — «I Wanna Be»)
03: «Style»
05: «Bakusou Yume Uta»
06: «STRENGTH»
07: «Mauve-iro no sympathy»
08: «My☆Star»
09: «Sore ga Bokura no Michishirube»
10: «PSYCHEDELIC SOULJAM»
11: «harmoNIZE»
12: «Bang! Have a Nice Dream»
13: «Soul's Crossing»